# 吕米伊
吕米伊（法語：Rumilly，法語發音：[ʁymiji]），法国东部城市，奥弗涅-罗讷-阿尔卑斯大区上萨瓦省的一个市镇，隶属于阿讷西区，其市镇面积为16.89平方公里，2022年1月1日时人口数量为16,082人，是该省人口第九多的市镇，在法国城市中排名第624位。
吕米伊位于上萨瓦省西南部，谢朗河畔，是一个区域性的中心城市，法国厨具制造商Tefal总部位于此地。

## 地名来源
“吕米伊”一名最初于1146年以的形式被记载，该词可能来源于古罗马传说人物路米纳。

## 历史

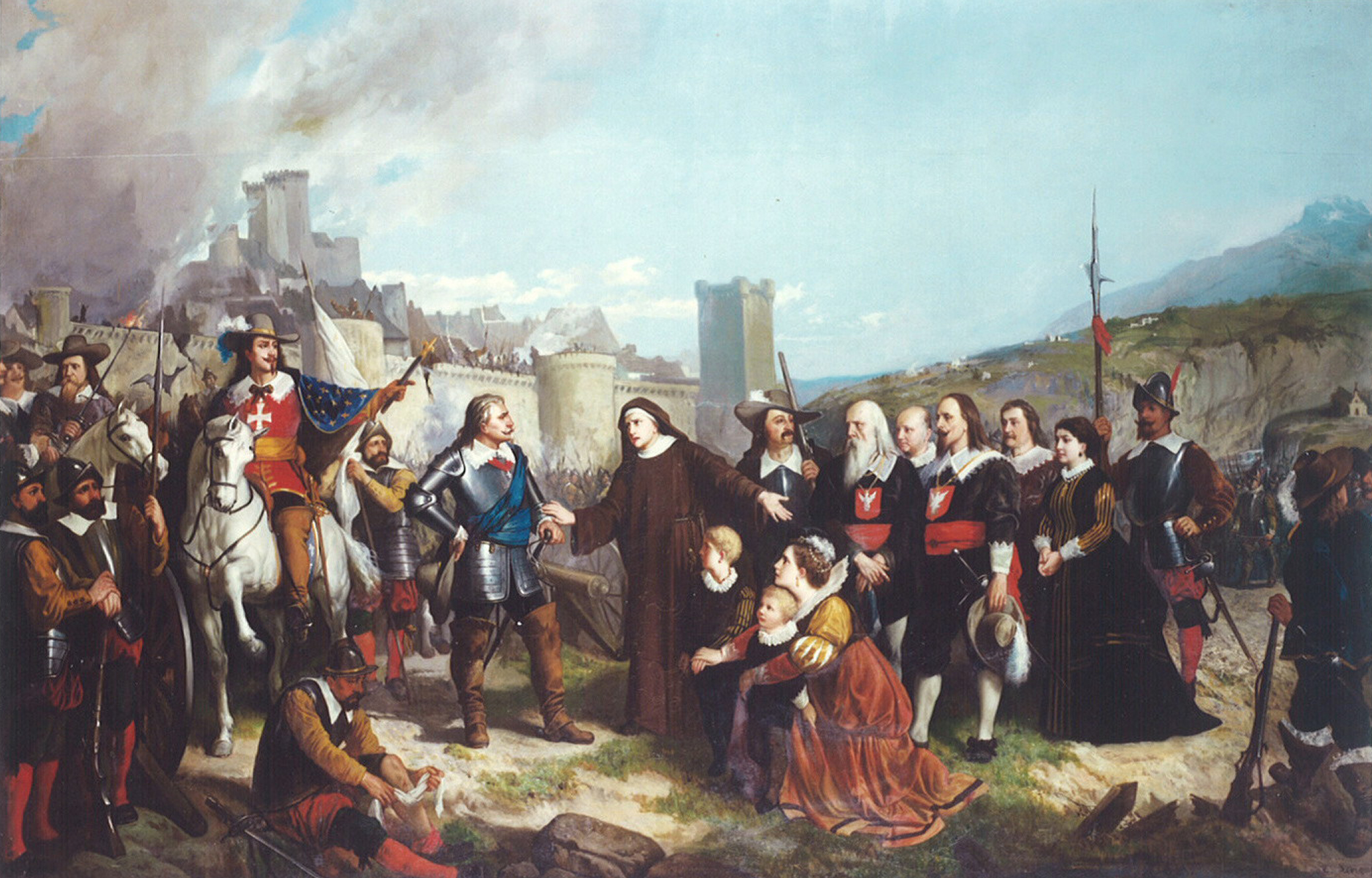
1630年吕米伊围城战

古罗马市区，吕米伊为一条道路上的一个普通村落。中世纪时期，吕米伊长期为勃艮第的一部分，10世纪后成为薩伏依伯國的领土。根据萨瓦史学家皮埃尔·迪帕克的论述，萨瓦伯爵在12世纪赐予吕米伊领主男爵爵位。1448年3月27日，吕米伊被一场大火给烧毁。三十年战争期间，法国为抵抗哈布斯堡王朝而出兵征战阿尔卑斯地区，1630年5月23日，路易十三率兵占领了吕米伊。法国大革命后，吕米伊成为上萨瓦省的一个市镇。1815至1860年间，吕米伊所在的萨瓦被萨丁王国控制。19世纪末，连接阿讷马斯和艾克斯莱班的铁路由此通过，当地出现了多个工业部门。二战后，吕米伊逐渐发展成为阿尔卑斯西部经济带上的重要组成部分，并随着交通的发展而成为阿讷西的一个卫星城。

## 地理

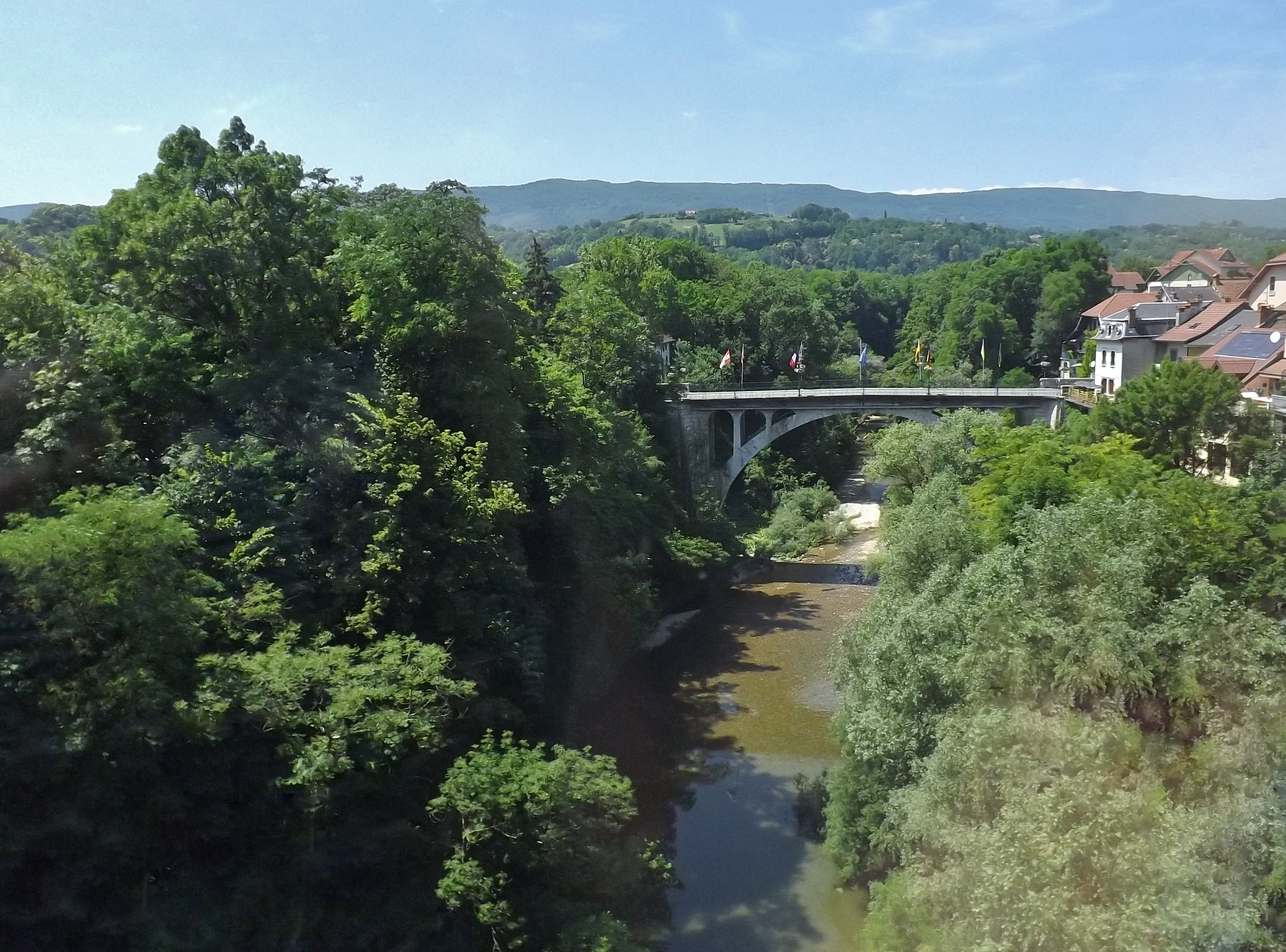
流经吕米伊的谢朗河

吕米伊位于法国东部，奥弗涅-罗讷-阿尔卑斯大区东部和上萨瓦省西南部，距离省会阿讷西大约19公里，其附近区域被称为阿尔巴奈地区。与吕米伊接壤的市镇包括：布洛伊、布西、马里尼-圣马塞尔、马桑日、莫伊、萨勒、菲耶尔河畔瓦利耶尔。

### 地形
吕米伊位于博日山西侧，境内以丘陵为主，市中心地势总体平坦，部分街区有明显起伏，全境海拔在312到589米之间。

### 水文
谢朗河与其左岸支流内法河在此交汇，属于罗讷河水系。

### 植被
吕米伊属于温带落叶林区，林地主要分布于河流两岸及市区南部。

### 气候
吕米伊在柯本气候分类法中属于带有山地特征的温带海洋性气候。

## 行政区划
吕米伊是法国奥弗涅-罗讷-阿尔卑斯大区上萨瓦省的一个市镇，编号为74225。吕米伊隶属于阿讷西区和上萨瓦省第一选区，管理吕米伊县，同时也是吕米耶萨瓦土地市镇公共社区的办公驻地。
法国国家统计与经济研究所（简称）在进行数据统计时，将吕米伊及相邻的萨勒设为吕米伊城市核心区，并将包括核心区在内的周边共8个市镇划为吕米伊城市区。自2020年起，吕米伊城市区被包含79个市镇的阿讷西城市辐射区代替。同时，还将吕米伊市镇分为了4个“块区”（IRIS），以便于统计人口分布情况。

## 交通

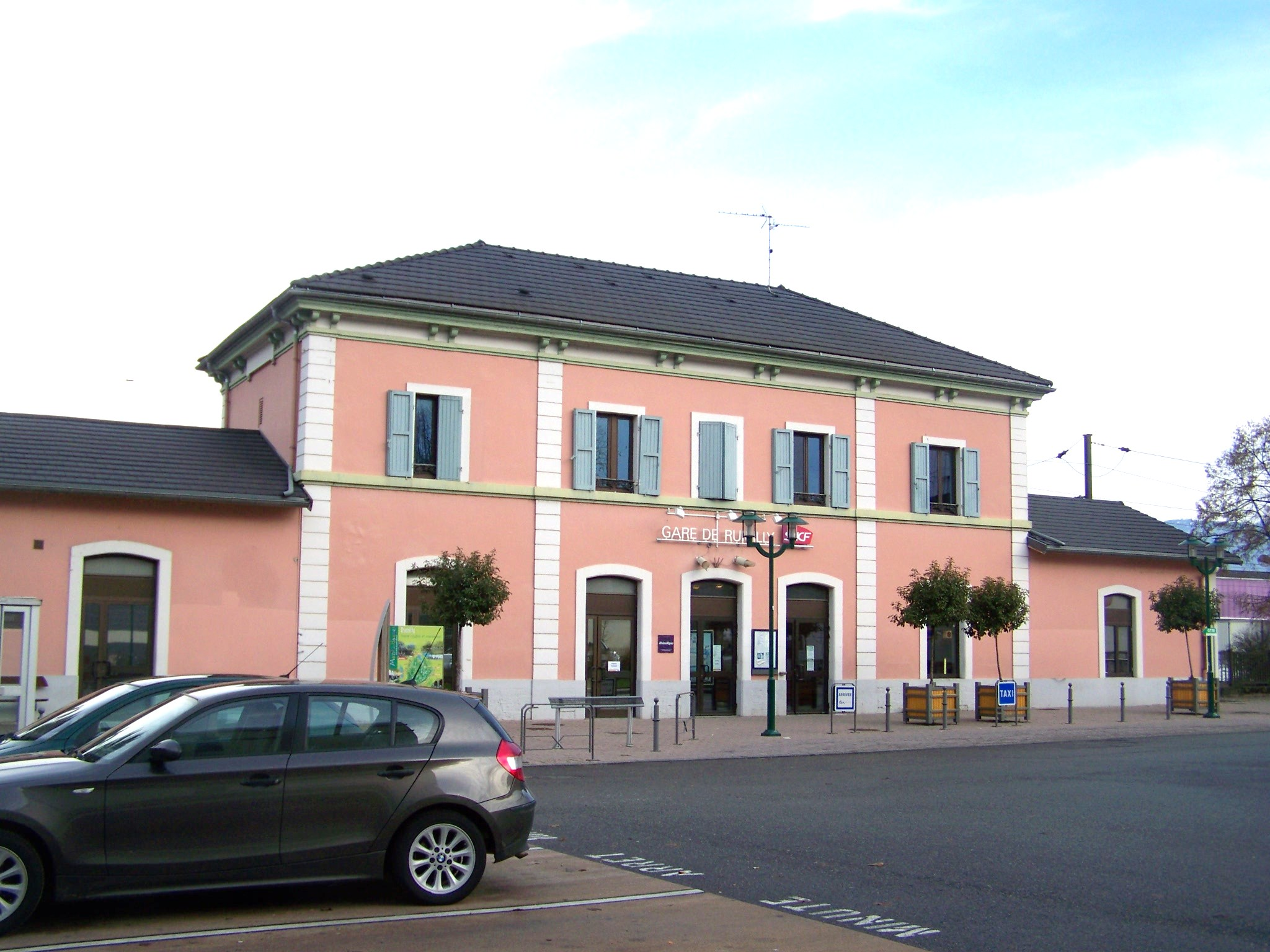
吕米伊火车站

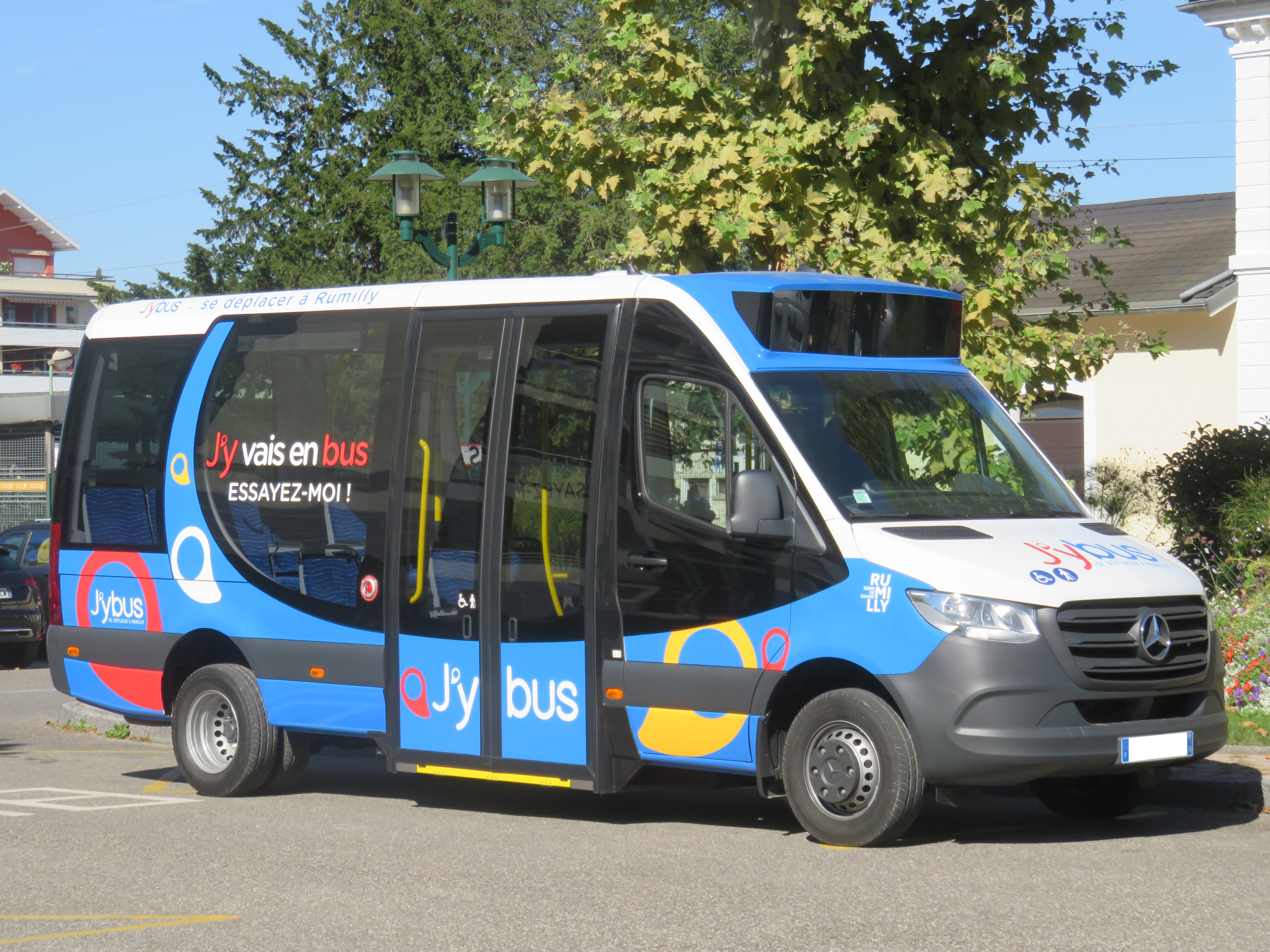
吕米耶街头的公共汽车

### 公路
多条上萨瓦省省道在吕米伊境内交汇，奥弗涅-罗讷-阿尔卑斯大区下属的城际客运提供巴士线路，可前往周边部分市镇。
2017年，81%的吕米伊家庭拥有至少一辆的私人汽车。2018年，吕米伊境内共发生各类交通事故4起，造成5人受伤。

### 铁路
吕米伊位于艾克斯莱班－阿讷马斯铁路上。吕米伊站位于市区东部，停靠往返于阿讷西和尚贝里一线的区域列车。

### 航空
距离吕米伊最近的民用航空站为日内瓦国际机场，距离吕米伊市中心的公路里程约56公里。

### 城市公共交通
吕米伊城市公共交通（商业名称为）是当地的城市公共交通系统。截至2021年2月，该系统共包括3条公交线路，路网覆盖了吕米伊市区内的主要街道和居民区。

## 政治

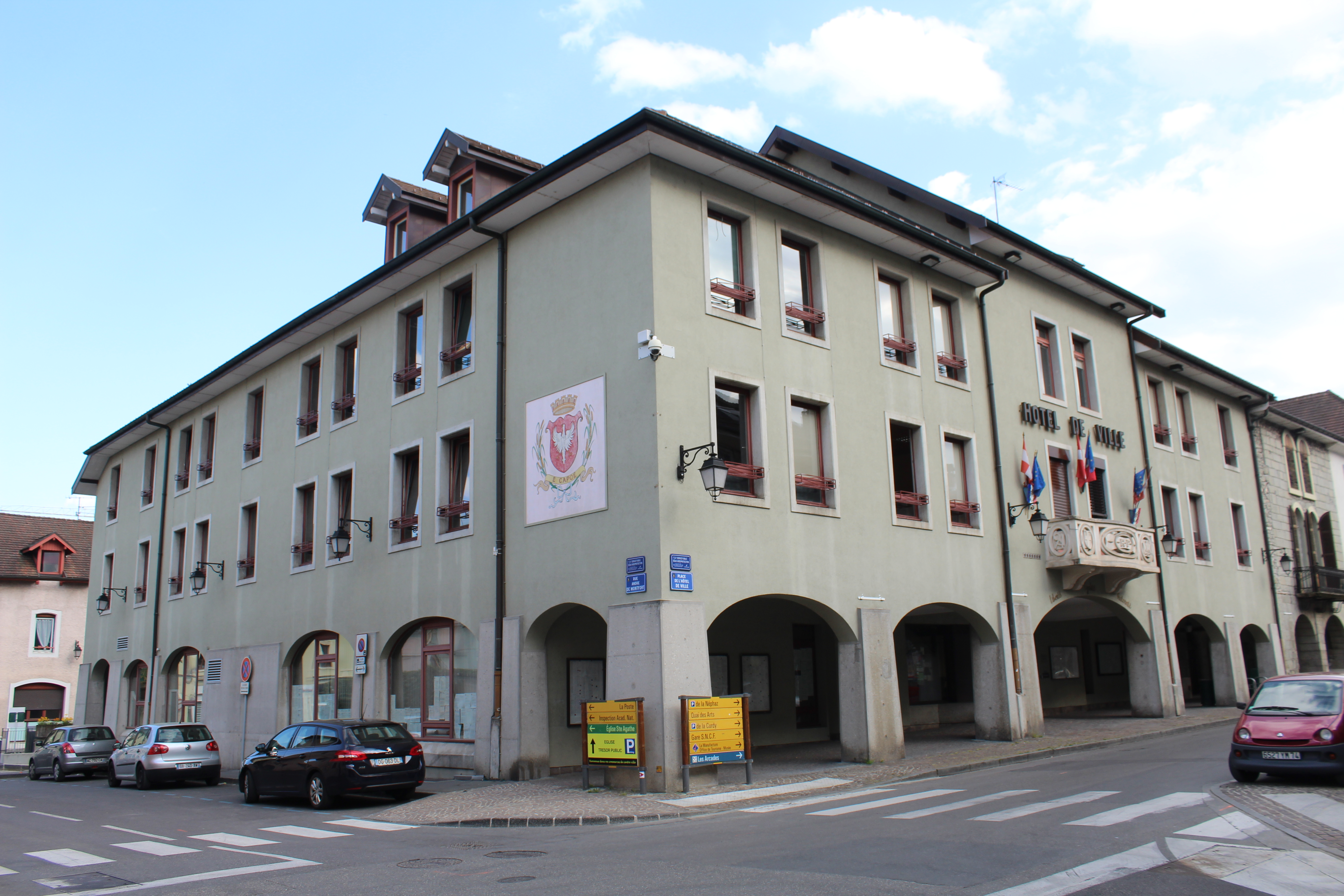
吕米伊市政厅

吕米伊的现任市长为克里斯蒂安·埃松先生（Christian Heison），他是一名无党派人士，在2020年的市政选举中获得了38.09%的支持率。
在2017年的法国总统大选中，法国第25任总统埃马纽埃尔·马克龙在吕米伊获得了60.16%的支持率。

## 人口
2017年，吕米伊市镇人口数量为15,379，在法国排名第624位。其中男性7,390人，女性7,989人，75岁及以上人口占7.3%，外籍人口数量为3,037人，人口密度为911人/平方公里，当地居民被称为（男性）或（女性）。2018年，吕米伊境内出生201人，死亡人口133人。
| 年份   | 1936  | 1946  | 1954  | 1962  | 1968  | 1975  | 1982  | 1990  | 1999   | 2006   | 2011   | 2016   | 2018   |
| ------ | ----- | ----- | ----- | ----- | ----- | ----- | ----- | ----- | ------ | ------ | ------ | ------ | ------ |
| 人口數 | 4,742 | 4,836 | 5,155 | 5,763 | 6,420 | 7,379 | 8,863 | 9,991 | 11,230 | 12,781 | 13,667 | 15,270 | 15,373 |

## 经济
吕米伊是一个区域性的中心城市，当地共有各类用人单位1,748家，平均历史为14年，其中97.85%为中小型企业（PME）。Tefal（厨具）、（大型零售）及（公路物流）是当地2019年营业额最高的三个企业，分别为398,593,414欧元、68,804,522欧元和63,470,560欧元。

## 财政收入
2019年，吕米伊的财政收入总额为22,409,600欧元，财政支出总额为20,040,800欧元，当年的债务总额为9,185,650欧元。
2015年，吕米伊的人均月收入总额为2,268欧元，其中高级职员为3,911欧元，中级职员为2,506欧元，普通职员为1,827欧元。
2017年，吕米伊境内的青壮年（15至64岁）失业率为11.7%，当地54.9%的家庭拥有纳税资格。

## 社会事务

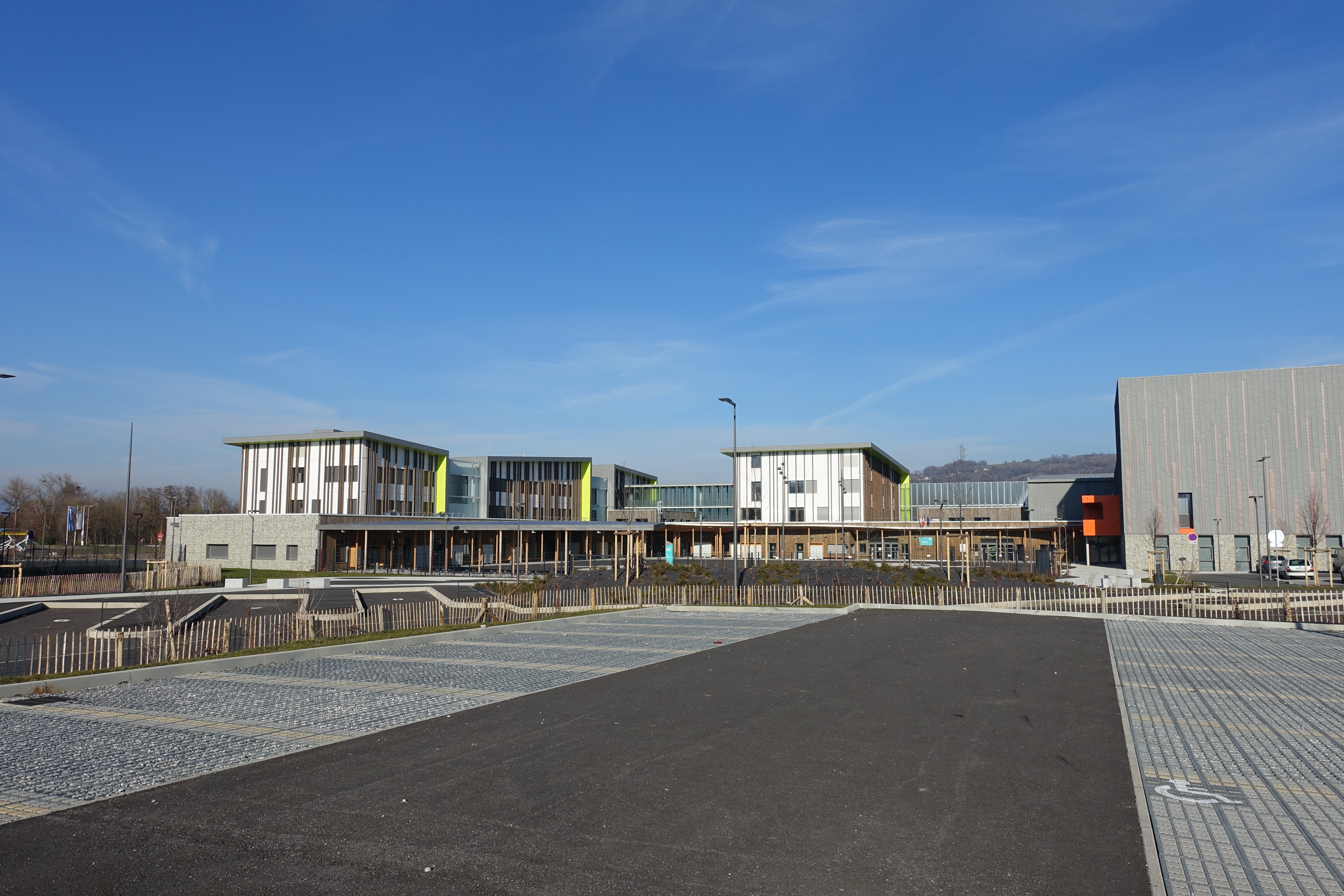
吕米伊的一处初级中学

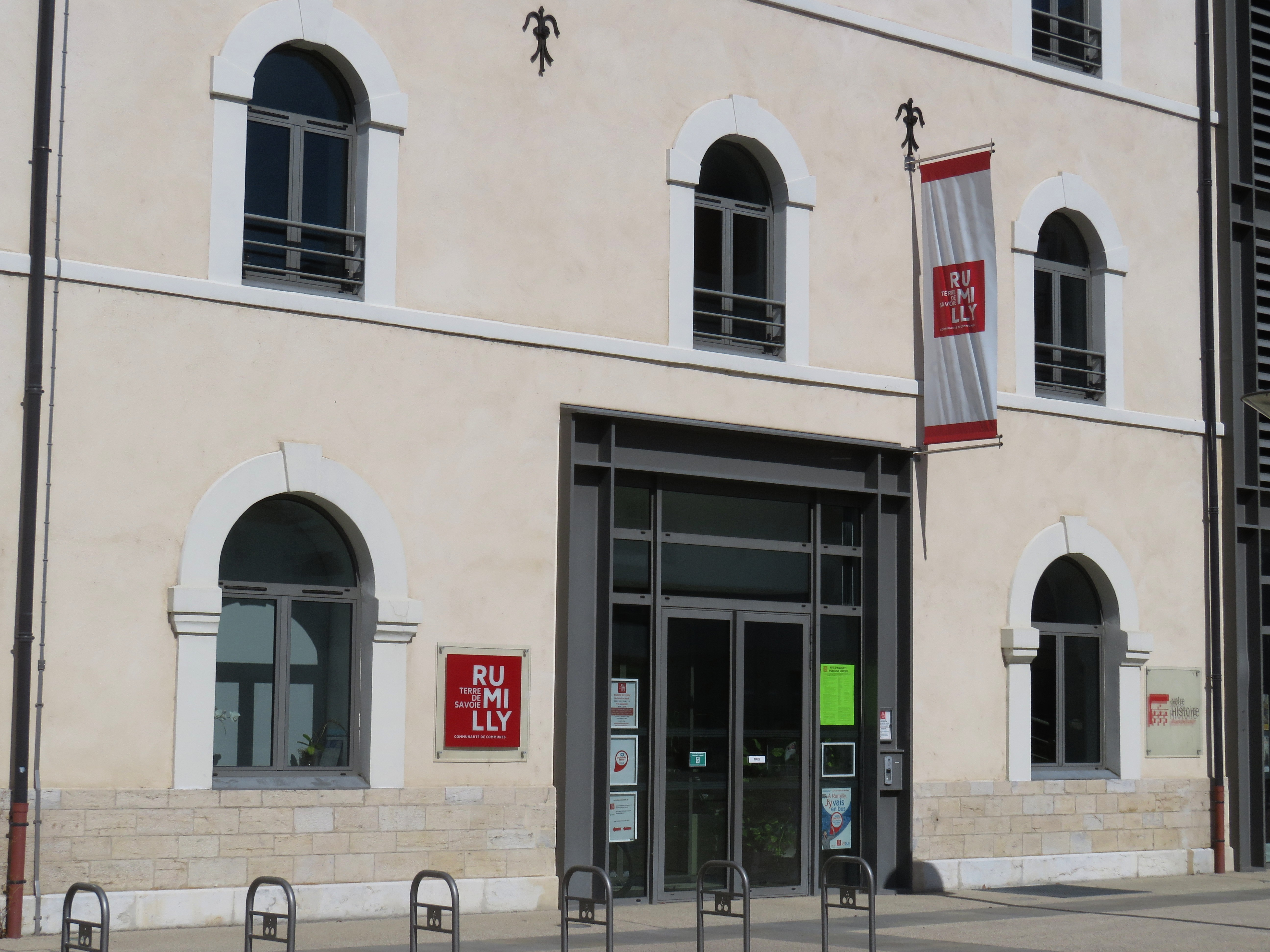
吕米伊市镇公共社区办公中心

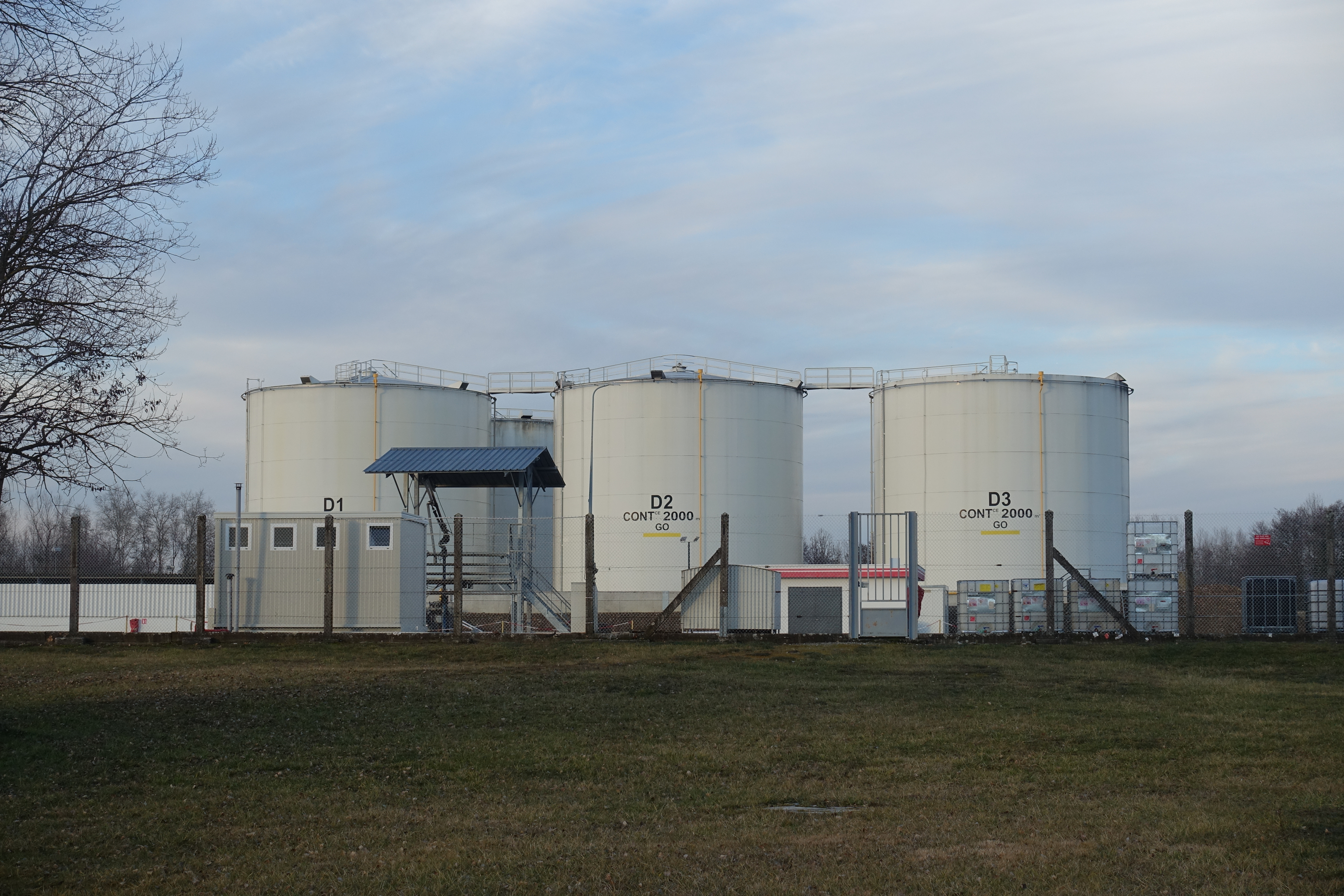
吕米伊境内的油库

### 教育
吕米伊属于格勒诺布尔学区。截止2019年1月1日，吕米伊境内共有4所幼儿园、5所小学、3所初级中学、2所普通高中和1所职业高中。2018至2019学年度，吕米伊境内共有在校中等教育阶段学生2,928名。

### 医疗
截止2019年1月1日，吕米伊境内共有全科医生14名、保健师30名、牙医4名、护士17名、耳科医生1名、助产士3名和妇科医生1名。境内共有药房5家和养老院3家。
吕米伊中心医院（Centre Hospitalier de Rumilly）是法国的一个区域性医疗机构，其主病区“加布里埃尔·代普朗特中心医院”（Centre hospitalier Gabriel Déplante）位于吕米伊市区，设有床位85个，是当地规模最大的公立综合性医院。

### 住房
2017年，吕米伊境内共有各类住房7,081套，其中31.5%为独立式居民区，67.7%为集中式居民区。常住房屋占吕米伊市镇范围内居民建筑总量的92.2%。

### 商业
2019年，吕米伊境内共有各类实体商铺431家，其中餐厅51家、大型超市5家、杂货店7家、面包房13家、肉铺6家、书店3家、装饰品店1家、银行门店12家、美容美发店26家、汽车维修店33家。市区南部建有大型开放式商业街区。

### 体育
2019年，吕米伊境内共有1家游泳池、5间体育馆、1座综合体育场、7处网球场、4处足球或橄榄球场以及3处篮球或排球场。
吕米伊因橄榄球而闻名。吕米伊萨瓦橄榄球俱乐部成立于1911年，曾于1995至1996赛季参加法国橄榄球冠军联赛，2020至2021赛季则参加法国全国橄榄球甲组联赛（法丁）。
阿尔巴奈足球俱乐部是当地的一支足球队，成立于1932年，2020至2021赛季参加法國全國乙組聯賽（法丁），其主场为莱格朗热特球场（Stade des Grangettes）。除此之外，吕米伊境内还有两家注册足球俱乐部，其中一家为五人制足球队。

### 环境
吕米伊的环境事务由其所属的公共社区负责。2019年，吕米伊境内共有2家污染企业。

### 治安
2019年，吕米伊市镇范围内有1处宪兵队。
2014年，吕米伊及附近地区共发生各类案件6,531起，其中盗窃类案件4,414起，经济类案件687起，毒品交易类案件297起。

## 文化
2019年，吕米伊境内共有1家电影院和1家博物馆，其中吕米伊博物馆是法国博物馆联盟成员。吕米伊市政府提供多媒体中心，向公众全年开放。

### 建筑
吕米伊境内有多处法国国家文物保护单位，其中吕米伊圣阿加特教堂、欢愉圣母教堂等为当地的代表性建筑物。

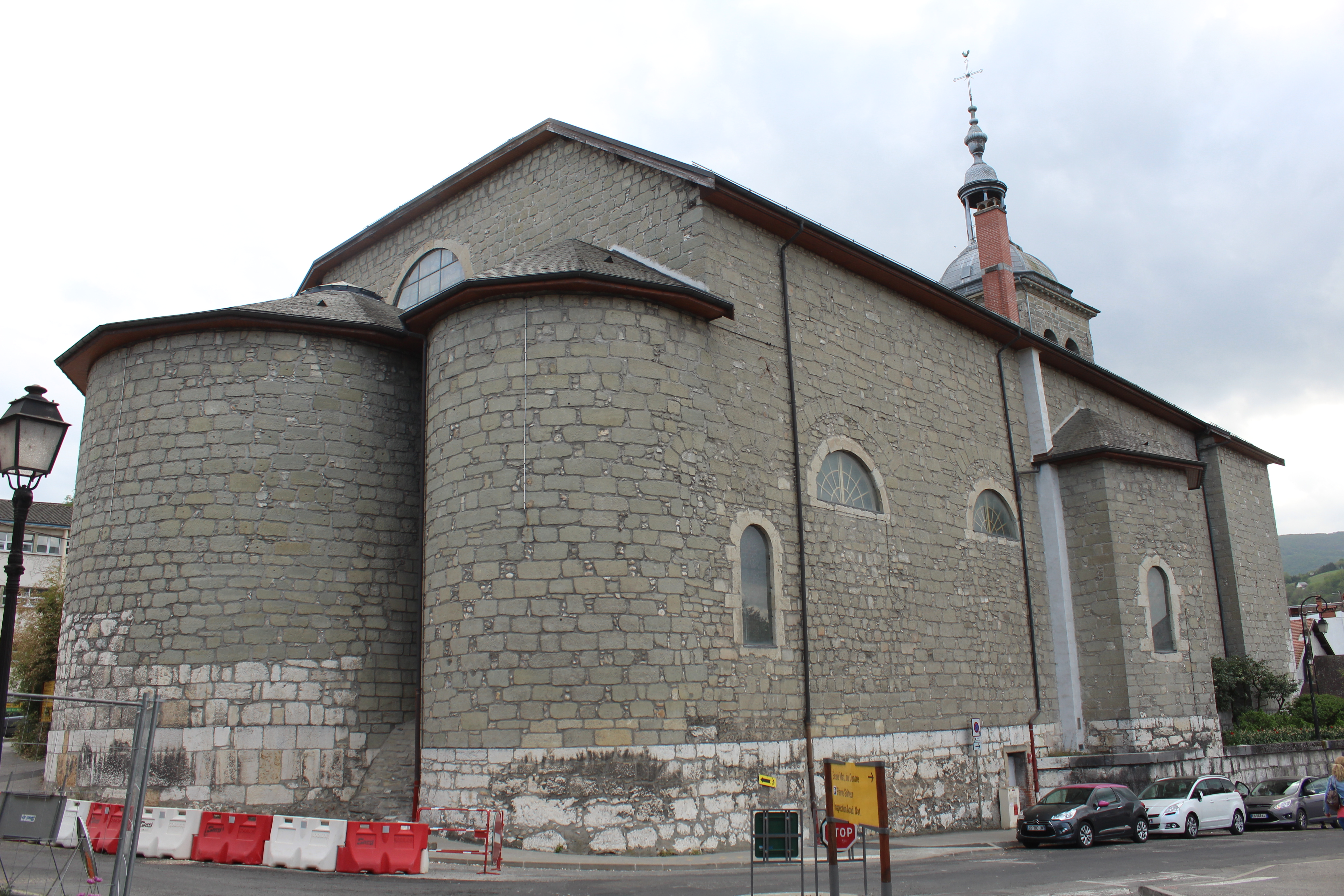
圣阿加特教堂（法语：Église Sainte-Agathe de Rumilly）
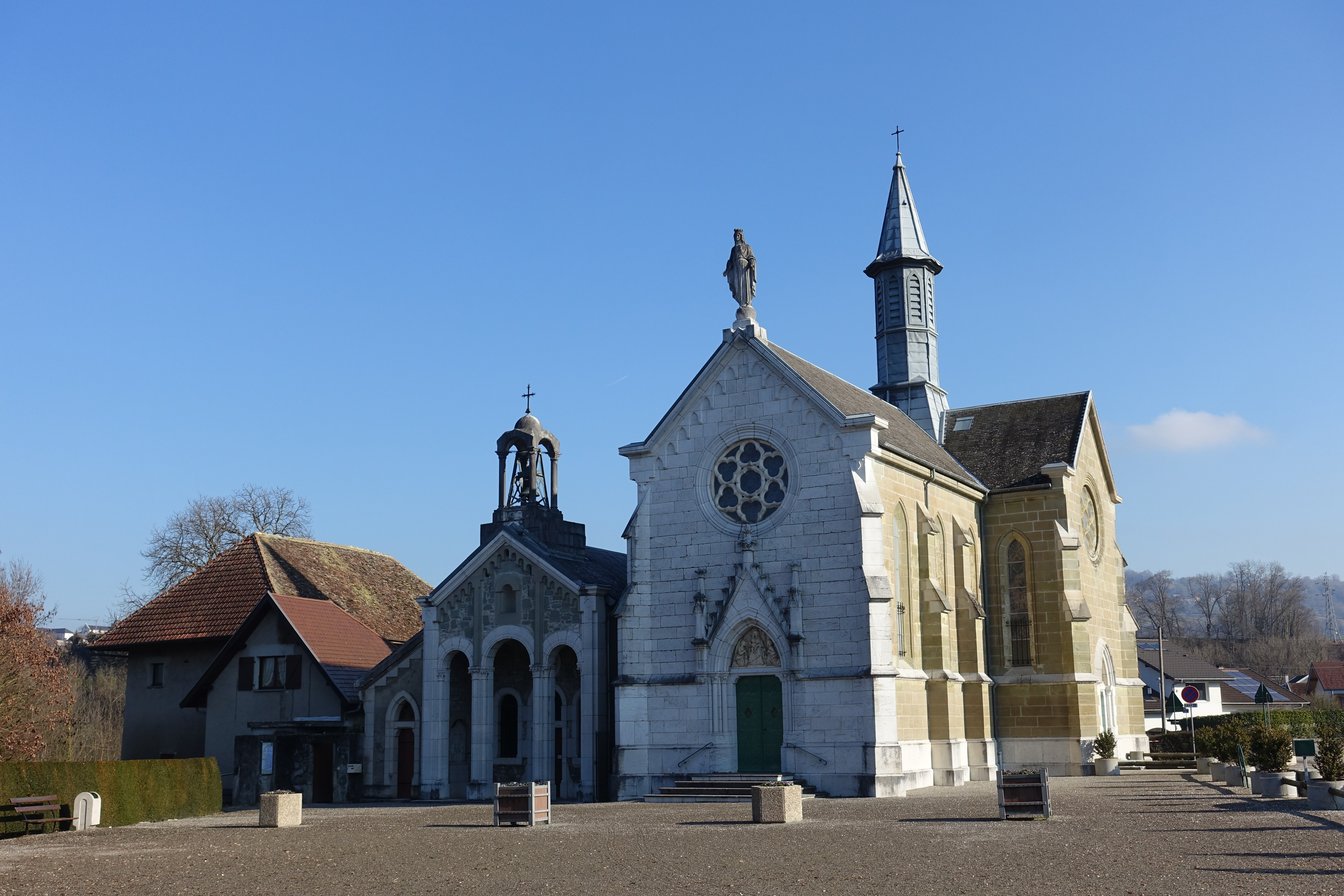
欢愉圣母教堂（法语：Prieuré Notre-Dame-de-l'Aumône de Rumilly）
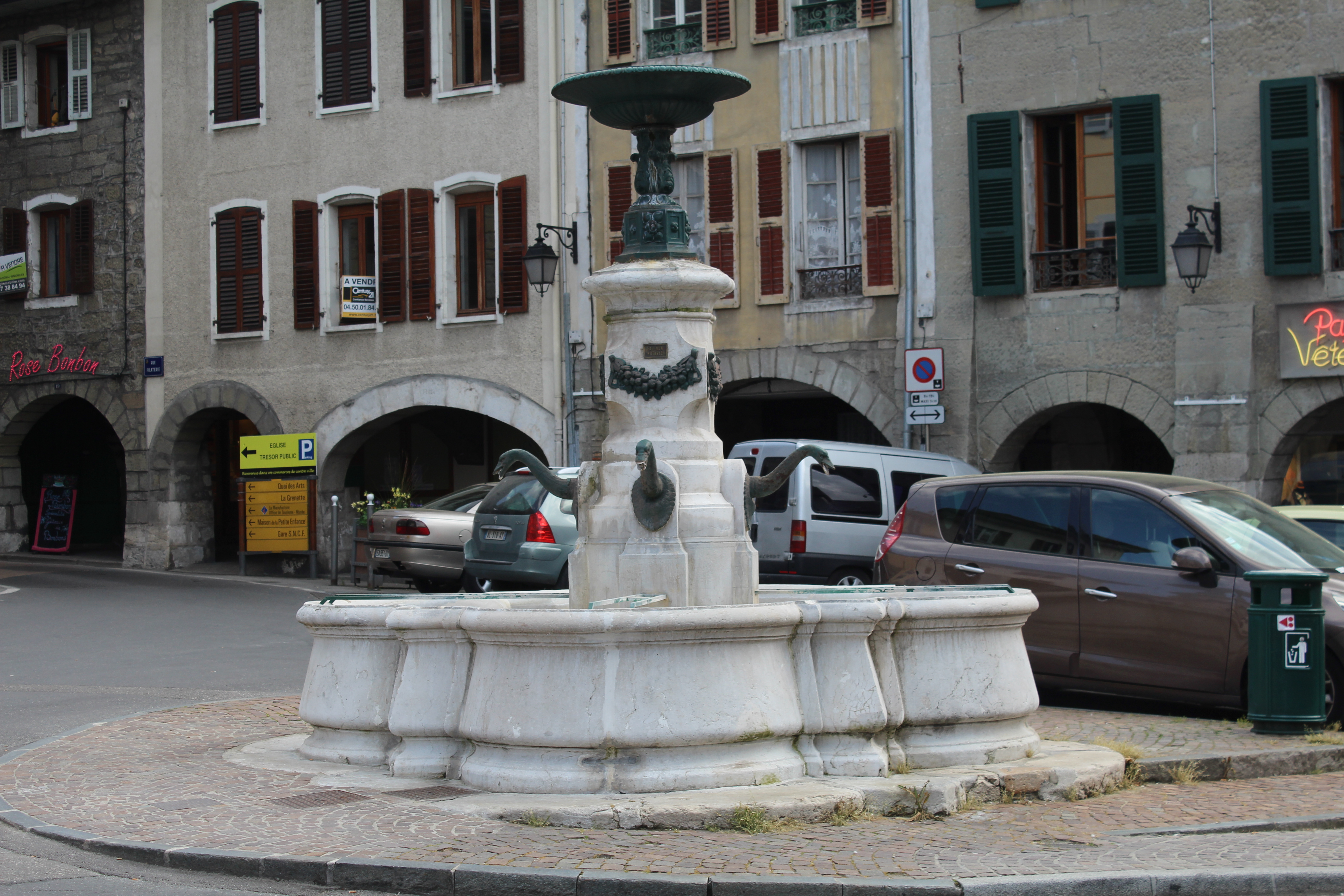
街头喷泉
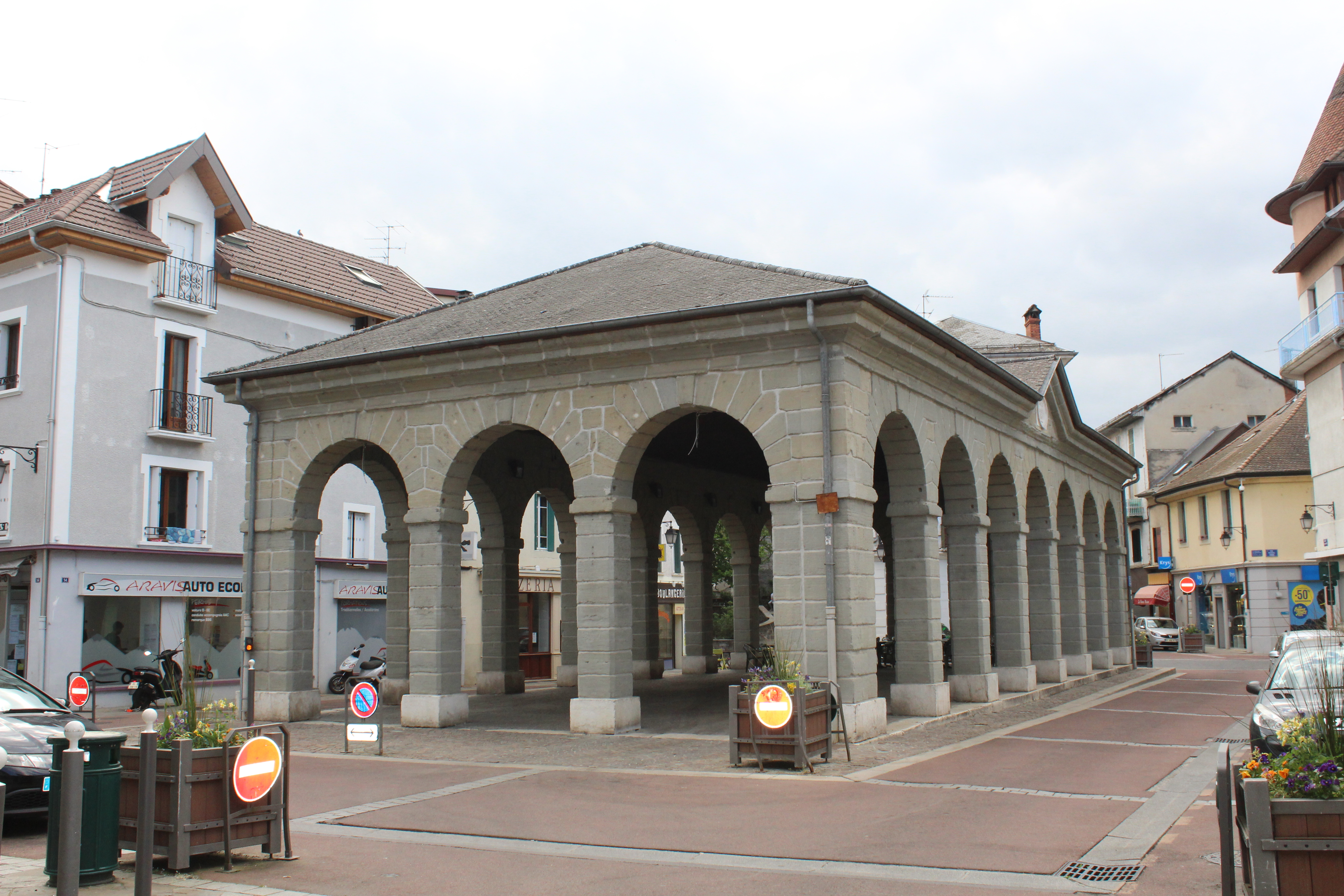
小麦市场

### 旅游
吕米伊的旅游事务由其所属的公共社区负责。2020年，吕米伊境内共有1家宾馆共计30间房间。

### 媒体
法国主要的媒体均可在吕米伊接收，法国电视三台下属的奥弗涅-罗讷-阿尔卑斯大区频道在部分时段播出吕米伊所属区域的地方新闻。

## 友好城市
截至2021年2月，吕米伊共与两座城市互为友好城市关系：
- 德国 米歇尔施塔特
- 義大利 马利耶